# 錐形得羅介
錐形得羅介（学名：Dolerocypria conica）为海星介科得羅介屬下的一个种。